# El Marco (pintura)
El marco es un autorretrato de 1938 de Frida Kahlo. La pintura se destaca como la primera obra de un artista mexicano del siglo XX en ser comprada por un importante museo internacional, cuando fue adquirida por el Museo del Louvre en 1939. La pintura se muestra ahora en el Musée National d'Art Moderne (en el Centro Pompidou) de París. Entre 2015 y 2017 el cuadro fue cedido al Centro Pompidou de Málaga.
Fue la única venta que hizo Kahlo en su exposición de París.